# David Russell
David Russell (nacido en Glasgow, Escocia, en 1953) es un reconocido guitarrista clásico de renombre mundial por su gran musicalidad y grandes dotes artísticas, habiendo ganado el reconocimiento tanto de la crítica como de la audiencia. En reconocimiento a su talento y a su carrera internacional, fue nombrado miembro de la Royal Academy of Music en Londres en 1997.

## Vida
Cuando tenía cinco años, su familia emigró de Glasgow a Menorca, España, donde rápidamente se interesó por la guitarra, imitando el estilo de Andrés Segovia y de Julian Bream.
En la actualidad reside en Nigrán (Galicia), aunque pasa la mayor parte del tiempo de gira por el mundo, apareciendo regularmente en las más prestigiosas salas de concierto de las grandes ciudades como Nueva York, Londres, Tokio, Los Ángeles, Madrid, Toronto y Ámsterdam. Es un invitado frecuente en diversos eventos musicales.

## Técnica y características de la interpretación
En las interpretaciones de Russell se aprecia la claridad en el fraseo, se distinguen con mucha claridad los inicios y finales de las frases, que resalta con cambios dinámicos y agógicos sutiles. tiene una amplia gama de registros dinámicos. Su pulsación de mano derecha se basa en el ataque "tirando" aunque también usa el "apoyando". Sus uñas tienen forma de "rampa" algo muy poco común antes de él, y que ha estandarizado entre los guitarristas clásicos. Tiene un sonido redondo y muy regular que también consigue mantener en los fortissimos. 
Para sentarse utiliza habitualmente el tradicional "pie de guitarra". La colocación de la guitarra tiende a la verticalidad y su posición de mano derecha también es vertical respecto a las cuerdas de la guitarra. Su trémolo es uno de los aspectos más admirados por los intérpretes por su regularidad y limpieza. Es considerado como uno de los grandes virtuosos de la guitarra.
En un artículo de la revista Especial El Nuevo Día, con motivo de un concierto dado en Puerto Rico se dijo:
"El concierto en la Isla del virtuoso de la guitarra clásica David Russell fue un recorrido por la excelencia técnica e interpretativa"
"Russell hizo gala de un delicado lirismo musical perfectamente adecuado al romanticismo de Granados. Su control del sonido y su fecunda imaginación para el color guitarrístico le hicieron justicia a la magnífica pieza del insigne compositor catalán."

## Premios y galardones
Fuera del ámbito musical, ha ganado torneos de golf amateur, principalmente en Escocia y en España.
En mayo de 2003 le fue concedido el gran honor de ser nombrado "hijo adoptivo" de San Cristóbal, la ciudad de Menorca donde creció. Recientemente el pueblo puso a una calle, "Avinguda David Russell", en reconocimiento a su carrera musical.
En noviembre de 2003 le fue dada la Medalla de Honor del Conservatorio de las Baleares.
Ganó un Grammy en 2005 como mejor instrumentista solista por "Aire Latino".
Tras ganar el Grammy, la ciudad de Nigrán (Galicia) donde el reside, le concedió la medalla de plata de la ciudad en una emotiva celebración.
Durante sus estudios en la Royal Academy, D.Russell ganó dos veces el Premio de guitarra "Julian Bream". Más tarde ganó numerosos concursos internacionales, incluyendo el Concurso "Andrés Segovia", el "José Ramírez" y el prestigioso concurso español "Francisco Tárrega".
Este año ha recibido un homenaje del Conservatorio Profesional de Música de Vigo, culminando con la inauguración del nuevo Auditorio, al cual le han puesto de nombre "Auditorio David Russell".

## Discografía
A partir de 1978, cuando edita su primer CD, y hasta 1995 David Russel grabó para varias discográficas de Bélgica, Canadá, España e Inglaterra.
- "Double Bass and Guitar" (1978) - Álbum de obras de guitarra con contrabajo (Dennis Milne) con obras de Enrique Granados, Niccolò Paganini, Manuel de Falla, entre otros.
- "Something Unique" (1979) - Incluye piezas de compositores modernos.
- "David Russell plays Antonio Lauro" (1980) - Este álbum está compuesto por piezas del compositor venezolano Antonio Lauro (1917-1986). Recomendado por Raymond Burley de la revista Classical Guitar.
- "Guitarduets" (1983) - Junto con la guitarrista Raphaella Smits, edita este álbum con obras de Fernando Sor y Armin Kaufmann.
- "D.Milne Guitar concerto" (1984) - Álbum que nace gracias a la colaboración de la Members of The Chamber Music Players of London, que junto con David Russell interpretan el concierto para guitarra del compositor, ya mencionado, Dennis Milne. Grabado en la Logan Hall, Bloomsbury.
- "Mario Castelnuovo-Tedesco" (1985) - Obras de Mario Castelnuovo-Tedesco. Guitarras: David Russel y Raphaella Smits. Piano acompañante: Jos Van Immerseel.
- "19th Century Music" (1987) - Obras del siglo XIX, destacando la Elégie de Johan Kaspar Mertz (1806-1856). Recomendado por Leslie Gerber y https://web.archive.org/web/20170501230030/http://classicalmusicreview.com/
- "Haendel, Bach, Scarlatti" (1989) - Se interpreta la Suite N.º 7 HWV 432 de Händel, la Suite BWV 1034 de Bach y las sonatas K 177, K 178, K 232 y K 202 de Domenico Scarlatti.
- "Tárrega: Integral de Guitarra" (1991) - Dos CD para la inabarcable obra de Francisco Tárrega (1852-1909), en una integral recomendada por Larry C. West y Colin Cooper, de Classical guitar.
- "Guitare Québec 94" (1994) - Bajo la batuta de Leo Brouwer se interpreta el Concerto Op.30 de Mauro Giuliani en un festival grabado en vivo en Quebec en 1994.

Desde 1995, David Russell mantiene un contrato exclusivo con Telarc International, compañía con la que ha grabado 11 CD hasta la fecha, incluido el ganador de un Grammy, "Aire Latino".
- "Music of Barrios" (1995) - Álbum con música del compositor y guitarrista paraguayo Agustín Barrios Mangoré.
- "Music of Federico Moreno Torroba" (1996) - Álbum con música española del compositor Federico Moreno Torroba.
- "Rodrigo Concertos" (1997) - Álbum que incluye los tres conciertos para guitarra del compositor Joaquín Rodrigo (Concierto de Aranjuez, Fantasía para un Gentilhombre y Concierto para una Fiesta).
- "Message of the Sea" (1998) - Música celta para guitarra.
- "Music of Giuliani" (1999) - Álbum con música para guitarra del compositor italiano del siglo XIX Mauro Giuliani.
- "David Russell plays Baroque music" (2001) - Álbum con arreglos propios de música de Jean Baptiste Loeillet, Antonio Vivaldi, George Frideric Handel y Domenico Scarlatti.
- "Reflections of Spain" (2002). Álbum con música para guitarra de Joaquín Malats, Francisco Tárrega, Enrique Granados, Isaac Albéniz y Antonio Ruiz-Pipó, compositores españoles.
- "David Russell plays Bach" (2003) Álbum con música para guitarra de Johann Sebastian Bach.
- "Aire Latino" (2004) - Álbum dedicado a la música escrita por compositores latinoamericanos. Ganador de un Grammy.
- "Spanish Legends" (2005) - Música de Regino Sainz de la Maza, Miguel LLobet, Andrés Segovia y Emilio Pujol.
- "Renaissance favorites por Guitar" (2006) - Álbum con música de compositores del renacimiento como Alonso Mudarra, William Byrd, John Dowland, Francesco Canova da Milano y Pietro Paolo Borrono.
- "Art of The Guitar" (2007) - Álbum con algunas de las piezas más conocidas para guitarra.
- "Air on a G String" (2008) - Compacto con obras de Bach, S. L. Weiss y Couperin.
- "For David" (2009) - Grabación con obras que diversos autores han dedicado al propio intérprete (S. Assad, F. Kleynjans, S. Goss, B. Verdery y Ph. Rosheger).
- "Sonidos latinos" (2010) - Compacto con obras de autores sudamericanos como Agustín Barrios, Manuel María Poce, Héctor Ayala o Jorge Morel.
- "Isaac Albéniz" (2011) - Compacto con obras del autor catalán.

Su discografía incluye transcripciones de Bach, Handel y Scarlatti para la compañía discográfica GHA records, Nineteenth Century Music, también en GHA y las obras completas de Francisco Tárrega en Ópera Tres.
Tras un concierto celebrado en Londres, Andrés Segovia escribió: Enhorabuena por su musicalidad y técnica guitarrística.
El New York Times escribió sobre su interpretación: "...el señor Russell ha hecho su dominio evidente sin desviarse nunca de un acercamiento que situara los valores musicales por encima del mero exhibicionismo. Era aparente a la audiencia durante el recital que posee un talento de extraordinarias dimensiones"